# Pag (cidade)
Pag (em italiano: Pago; em alemão: Baag) é a maior cidade da ilha de Pag, situada no mar Adriático, na costa norte da Croácia.
A cidade tem uma população de 3.121 (2005), enquanto todo o município ao seu redor tem 5.100 habitantes.